# Сан Гало Овест (Удине)
Сан Гало Овест је насеље у Италији у округу Удине, региону Фурланија-Јулијска крајина.
Према процени из 2011. у насељу је живело 19 становника. Насеље се налази на надморској висини од 9 м.